# (500253) 2012 KA15
(500253) 2012 KA15 es un asteroide perteneciente al cinturón de asteroides, descubierto el 15 de abril de 2012 por el equipo del Pan-STARRS desde el Observatorio de Haleakala, Hawái, Estados Unidos.

## Designación y nombre
Designado provisionalmente como 2012 KA15.

## Características orbitales
2012 KA15 está situado a una distancia media del Sol de 2,660 ua, pudiendo alejarse hasta 3,197 ua y acercarse hasta 2,123 ua. Su excentricidad es 0,201 y la inclinación orbital 9,786 grados. Emplea 1585,18 días en completar una órbita alrededor del Sol.
Los próximos acercamientos a la órbita de Júpiter se producirán el 18 de agosto de 2070, el 24 de agosto de 2118 y el 31 de agosto de 2152, entre otros.

## Características físicas
La magnitud absoluta de 2012 KA15 es 17,6.